# Igelviken
Igelviken är en sjö på ön Färingsö i Ekerö kommun i Uppland och ingår i Norrströms huvudavrinningsområde. Sjön har en area på 0,47 kvadratkilometer och ligger 1 meter över havet.

## Delavrinningsområde
Igelviken ingår i det delavrinningsområde (658404-160848) som SMHI kallar för Rinner till Mälaren-Hilleshögviken. Medelhöjden är 14 meter över havet och ytan är 28,53 kvadratkilometer. Det finns inga avrinningsområden uppströms utan avrinningsområdet är högsta punkten. Vattendraget som avvattnar avrinningsområdet har biflödesordning 3, vilket innebär att vattnet flödar genom totalt 3 vattendrag innan det når havet efter 25 kilometer. Avrinningsområdet består mestadels av skog (35 procent), öppen mark (19 procent) och jordbruk (40 procent). Avrinningsområdet har 1,1 kvadratkilometer vattenytor vilket ger det en sjöprocent på 1,9 procent. Bebyggelsen i området täcker en yta av 2,02 kvadratkilometer eller 4 procent av avrinningsområdet.